# The One That Got Away (Katy Perry)
The One That Got Away è un singolo della cantautrice statunitense Katy Perry, pubblicato il 26 settembre 2011 come sesto estratto dal terzo album in studio Teenage Dream.
Il singolo è stato scritto da Katy Perry, Lukasz Gottwald e Max Martin e prodotto dagli ultimi due. Il testo parla di un ragazzo incontrato al liceo con il quale la cantante ha avuto una storia che non è potuta andare avanti.
The One That Got Away ha ricevuto critiche generalmente positive, che hanno in particolar modo apprezzato l'insolito tono serio della cantante. Il singolo è accompagnato da un tragico video musicale diretto da Floria Sigismondi che è stato pubblicato l'11 novembre 2011 e vede la partecipazione dell'attore messicano Diego Luna nelle vesti dell'ex fidanzato della Perry.
Il singolo ha raggiunto la terza posizione della classifica statunitense, rendendo così Teenage Dream il terzo album nella storia ad avere almeno sei singoli che sono arrivati nelle prime cinque posizioni della Billboard Hot 100. Di The One That Got Away è stato pubblicato un remix che include due strofe cantate dal rapper B.o.B, reso disponibile sulle piattaforme digitali a partire dal 20 dicembre 2011. Il brano ha venduto 5.5 milioni di copie a livello mondiale.

## Pubblicazione
"Nessun'avventura, nessun guadagno," ha detto Greg Thompson, un presidente dell'etichetta discografica di Katy Perry il 13 settembre 2011 a Billboard. Il giorno dopo è stato confermato che The One That Got Away sarebbe stato il sesto singolo estratto da Teenage Dream. Grazie al singolo precedente, Last Friday Night (T.G.I.F.), Katy ha equiparato il record di Michael Jackson come maggior numero di canzoni in vetta alla classifica statunitense contenute nello stesso album. "Se arrivasse in vetta, sarebbe fantastico" ha detto Thompson. "Se non ci arrivasse, avremmo comunque una canzone di Katy in radio negli ultimi mesi di quest'anno." Amy Sciarretto, critica del sito PopCrush.com, ha affermato che "è stato furbo da parte dei pezzi grossi dell'etichetta della Perry pubblicare questa canzone durante il periodo in cui gli studenti tornano a scuola, dato che i liceali si ritroveranno in ciò che la cantante dice in essa."
La copertina di The One That Got Away è stata pubblicata il 29 settembre 2011 sul profilo Twitter di Katy Perry. Assieme alla copertina, la cantante ha scritto "The One That Got Away... It's happening!!!". Nell'immagine, Katy ha i capelli rosa e un cappello futuristico circolare oro con una spirale marrone al suo centro con un'eleganza classica in stile anni cinquanta. Il suo sguardo è volto verso l'alto, da dove viene una luce.

## Composizione
The One That Got Away è una canzone dance pop e teen pop con un tempo di 138 battiti per minuto e composta in chiave di Sol, in tonalità di Mi maggiore. La voce della cantante va dal Si3 al Mi5. La canzone segue una progressione di Mi–Sol♯m–Do♯m–La. Costruita attorno a un ritmo creato da una batteria, una melodia da carillon e la voce di Katy, la canzone si apre con dei ricordi del liceo ("Summer after high school/When we first met/We'd make out in your Mustang/To Radiohead"). Il testo di The One That Got Away parla di un ragazzo conosciuto negli anni delle scuole superiori con il quale la cantante progettava di vivere per sempre, ma tutti questi piani sono andate in fumo con il passare del tempo.
Subito dopo la notizia della pubblicazione di The One That Got Away come singolo, Katy Perry ha affermato: "Sono contenta del fatto che The One That Got Away sia stata estratta come mio sesto singolo perché questa canzone mostra un lato diverso di me che i miei precedenti singoli su questo album non hanno mostrato. Penso che chiunque si possa ritrovare in questa canzone. Parla di quando dici a qualcuno che gli starai accanto per sempre, ma alla fine non riesci a mantenere la promessa."

## Accoglienza
La canzone ha ricevuto critiche miste. Ben Norman, critico del sito About.com, ha detto: "The One That Got Away suona come una versione noiosa di Teenage Dream. La produzione è un po' più noiosa, il testo un po' più dimenticabile." Leah Greenblatt di Entertainment Weekly ha mostrato disapprovazione nell'estrazione della canzone come sesto singolo, affermando che l'album Teenage Dream contiene canzoni migliori che sarebbero potute essere estratte: "La canzone, un brano midtempo che parla di un amore estivo, [...] potrebbe non essere la giusta scelta. Rob Sheffield di Rolling Stone ha detto che il brano è uno dei migliori tra quelli inerenti al titolo dell'album, dicendo che con questa canzone la cantante "è a casa sua". Joanna Holcombe di Yahoo! Musica l'ha ritenuta la migliore per gli adolescenti, in quanto è quella nella quale possono ritrovarsi di più per via del tema che tratta: il primo amore. Kitty Empire di The Guardian si è complimentata con il team di produzione, dicendo: "Katy Perry e Dr. Luke sono i pezzi forti di The One That Got Away, che è una ballata. C'è un non so che di malinconico nella voce di Katy, che fa riferimenti inaspettati - June Carter Cash e Johnny Cash a 'ci baciamo nella sua Mustang ascoltando i Radiohead' - ed è certamente una cosa che accade solo in California". Dall'altra parte, Simon Price, critico del giornale The Independent, ha preso di mira lo stesso verso appena descritto, definendolo "il meno sexy in assoluto".

## Successo commerciale

### Stati Uniti e Canada
Prima di uscire come singolo, a fine settembre 2011, The One That Got Away aveva venduto 77.000 copie digitali nei soli Stati Uniti. Il 29 ottobre 2011 il singolo ha fatto la sua comparsa all'interno della classifica radiofonica statunitense, debuttando alla posizione numero 75 e divenendo il quarto debutto più alto della settimana. Contemporaneamente è entrato alla posizione numero 94 nella Billboard Hot 100. La settimana successiva, mentre il suo successo radiofonico aumentava, The One That Got Away è entrato alla posizione numero 73 della classifica digitale statunitense.
Il singolo è per la prima volta entrato nella top ten della classifica statunitense il 3 dicembre 2011, quando è approdata alla decima posizione. In quella settimana si trovava all'undicesima posizione della classifica digitale e alla diciottesima di quella radiofonica. La settimana successiva The One That Got Away sale di una posizione nella Hot 100, entrando in top ten sia nella Digital Songs che nella Radio Songs: nella prima classifica salta al quinto posto con 137.000 copie vendute, il 29% in più rispetto alla settimana precedente; nella seconda sale al decimo in seguito ad un incremento di audience radiofonica del 19% a 70 milioni di ascoltatori. Ciò è avvenuto soprattutto grazie all'esibizione della cantante agli American Music Award. Nella sua terza settimana in top ten e ottava in totale The One That Got Away si mantiene stabile alla nona posizione della classifica statunitense, con un aumento di ascoltatori radiofonici del 17% a 82 milioni, ma con un calo di vendite del 31% a 95.000. La settimana successiva sale alla quarta posizione della Hot 100, salendo di un gradino sia sulla classifica radiofonica (92 milioni di ascoltatori, il 12% in più), sia su quella digitale (117.000 copie vendute, il 24% in più, in gran parte grazie allo sconto della canzone a 69 centesimi sulle piattaforme digitali), arrivando alla sesta posizione di entrambe le classifiche. Teenage Dream diventa così il terzo album nella storia ad avere almeno sei singoli nelle prime cinque posizioni della Billboard Hot 100, equiparando Faith di George Michael, che tra il 1987 e il 1988 ha prodotto sei singoli top five. L'unico album ad aver visto più di sei dei suoi singoli nelle prime cinque posizioni della classifica è Rhythm Nation 1814 di Janet Jackson, che, tra il 1989 e il 1991, vi ha piazzato sette successi. Nella settimana del 31 dicembre 2011 The One That Got Away perde una posizione della Billboard Hot 100, piazzandosi alla quinta, seppur conquistandone una nella classifica radiofonica (100 milioni di ascoltatori, il 9% in più) e rimanendo stabile su quella digitale con un numero di vendite pressoché invariato (116.000, meno 2%).

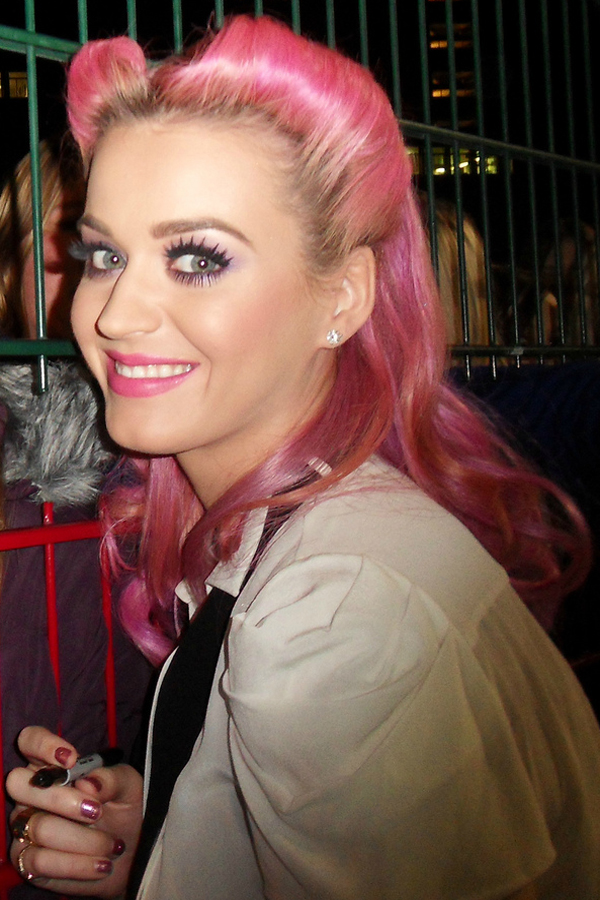
La settimana dopo la performance di Katy Perry di The One That Got Away avvenuta il 16 ottobre 2011 a The X Factor UK, la canzone è entrata alla ventiduesima posizione della classifica britannica.

Nella settimana del 7 gennaio 2012 The One That Got Away, assistito dall'appena avvenuta pubblicazione del remix, vede un aumento di vendite del 157% a 297.000. Il remix comprende tuttavia solo 76.000 di queste. La canzone sale così di quattro posizioni sulla classifica digitale, giungendo alla seconda. Il singolo sale inoltre di una posizione nella classifica radiofonica (5-4), seppur con un calo di audience (99 milioni, meno 1%), e ciò gli permette di salire alla terza posizione della Billboard Hot 100, un nuovo picco. Inoltre, nella stessa settimana, grazie a The One That Got Away, Teenage Dream diventa il primo album in assoluto a posizionare sette canzoni nella classifica dance statunitense, dopo gli altri cinque singoli e il singolo promozionale Peacock. The One That Got Away è inoltre l'ottavo brano ad arrivare in vetta in tutta la carriera della Perry, contando anche il singolo Waking Up in Vegas estratto dal suo album One of the Boys. Nella settimana del 14 gennaio 2012 il singolo rimane stabile alla terza posizione della Billboard Hot 100. Guadagna 99 milioni di ascoltatori, poco meno dell'1% rispetto alla settimana precedente, che gli consente di rimanere stabile alla quarta posizione della classifica radiofonica, e vende altre 308.000 copie, un aumento del 4% rispetto alla settimana del 7 gennaio, che tuttavia gli fa perdere una posizione nella classifica digitale. Le vendite del remix consistono solo nel 26% (57.000) delle vendite del singolo e calano del 18% rispetto alla settimana passata. Dopo due settimane alla terza posizione, il singolo vede un grande calo di vendite digitali che gli fanno perdere sei posizioni della classifica digitale, dove scende alla numero 9 (154.000 copie, il 50% in meno rispetto alla settimana precedente); tuttavia, l'audience radiofonica aumenta del 12% a 110 milioni di persone, e favorisce al brano di salire di una posizione nella Radio Songs alla numero 3, raggiungendo un nuovo picco.
Nella settimana del 21 gennaio 2012 il singolo scende di tre posizioni nella Billboard Hot 100 alla numero 6. La settimana successiva The One That Got Away si mantiene stabile alla sesta posizione della Hot 100, uscendo tuttavia dalla top ten digitale e posizionandosi al quattordicesimo posto. Sulla classifica radiofonica il singolo scende alla quarta posizione. Il 4 febbraio 2012 il singolo risale di una posizione sulla Billboard Hot 100 (6-5), registrando un aumento di vendite digitali del 9% (117.000) e rimanendo alla quarta posizione della Radio Songs. La settimana successiva The One That Got Away scende alla nona posizione della classifica statunitense. Perde molte posizioni sulla classifica digitale, cadendo alla numero 25, e scende di un gradino al quinto posto di quella radiofonica. Il singolo sale tuttavia alla prima posizione della Pop Songs, una classifica radiofonica che misura l'audience delle canzoni pop. The One That Got Away è il sesto singolo da Teenage Dream a tagliare questo traguardo. Il record era tuttavia già stato stabilito con il singolo precedente, Last Friday Night (T.G.I.F.), visto che nessun album se non quello della Perry ha mai piazzato più di quattro brani alla vetta della Pop Songs. Gli unici due album di cui almeno quattro singoli hanno raggiunto tale posizione sono FutureSex/LoveSounds di Justin Timberlake (2006) e The Fame di Lady Gaga (2009). Katy Perry supera così Britney Spears, Pink e Lady Gaga per il maggior numero di canzoni in vetta alla Pop Songs (ai sei singolo di Teenage Dream si aggiungono Hot n Cold e Waking Up in Vegas, estratti dal suo album precedente One of the Boys); solo Rihanna ha più numeri uno sulla classifica (nove).
In Canada The One That Got Away ha fatto il suo ingresso in classifica alla posizione numero 76 il 29 ottobre 2011. Nella sua quinta settimana in classifica, il singolo ha raggiunto la top ten, approdando alla decima posizione. È poi salito al settimo posto, dove è rimasto per tre settimane, per poi saltare al quinto il 31 dicembre 2011, regalando a Teenage Dream il suo sesto singolo top five in Canada, dopo quattro numeri uno (California Gurls, Firework, E.T. e Last Friday Night (T.G.I.F.)) e un numero due (Teenage Dream). La settimana del 7 gennaio 2011 il singolo, aiutato anche dalle vendite del remix, raggiunge la seconda posizione della classifica canadese.

### Europa e Oceania
The One That Got Away ha avuto un discreto successo nel resto del mondo, entrando nelle prime cinque posizioni delle classifiche di solo altri cinque Paesi (Austria, Irlanda, Nuova Zelanda, Regno Unito e Slovacchia). Il singolo è parte della scaletta del tour della cantante in supporto al suo album Teenage Dream, il California Dreams Tour, che ha toccato varie tappe in tutto il mondo nel corso del 2011. Il 12 ottobre 2011 Katy Perry ha fatto un mash-up di The One That Got Away e Someone like You, un singolo della cantante inglese Adele, durante la sua tappa alla Motorpoint Arena di Sheffield, in Inghilterra. Il 16 ottobre ha inoltre cantato la canzone live durante una serata della settima edizione del talent show britannico The X Factor. La settimana successiva il singolo è entrato alla ventiduesima posizione della classifica britannica vendendo 15.759 copie nella sua prima settimana. La settimana successiva il singolo è sceso di trentatré posizioni alla numero 55, ma è riuscito a riconquistare terreno a partire dalla fine di novembre, fino a giungere, nella classifica del 1º gennaio 2012, al suo picco, il diciottesimo posto.
In Australia e Nuova Zelanda The One That Got Away non ha avuto lo stesso successo degli altri singoli estratti da Teenage Dream, che sono tutti arrivati in top ten, fermandosi rispettivamente alle posizioni numero 27 e 12. È stato tuttavia certificato triplo disco di platino dalla Recording Industry Association of New Zealand il 12 settembre 2024 per aver venduto almeno 90.00 copie in Nuova Zelanda. Il 1º gennaio 2012 viene inoltre premiato del disco d'oro in Australia dall'Australian Recording Industry Association in seguito ad aver superato le 35.000 copie vendute; il mese successivo supera le 70.000 vendite e diventa disco di platino.

## Video musicale

### Pubblicazione
A settembre 2011 è stato confermato che The One That Got Away sarebbe stata accompagnata da un video musicale, le cui riprese si sarebbero svolte nei primi di ottobre. Le registrazioni del video sono iniziate il 30 settembre 2011 e sono terminate il 2 ottobre. È stato inoltre confermato che l'attore messicano Diego Luna avrebbe interpretato il ruolo dell'ex fidanzato della cantante. Alcune foto del set che sono state pubblicate su internet mostrano Katy Perry nelle vesti di una donna anziana, con addosso un vestito con le maniche lunghe in stile antiquato e con dei capelli grigi e delle rughe sul viso. Il video è stato prodotto da Floria Sigismondi, che all'inizio del 2011 aveva già prodotto il video di un altro singolo della Perry, E.T.
Il 4 novembre 2011 è stata pubblicata un'anteprima del video narrata da Stevie Nicks. Nicks interpreta la voce della Perry anziana, parlando del passato e desiderando di tornarvi un giorno. Il video contiene scene di lei e del suo ex fidanzato che litigano, contrapposte ad altre scene in cui i due sono mostrati in un rapporto pacifico. Viene mostrata infine l'immagine dell'anziana donna, con aspetto nostalgico e vestita all'antica, che sta in piedi presso una recinzione, guardando un imprecisato punto in lontananza. Il video in sé, della durata di quattro minuti e cinquantun secondi, è stato pubblicato l'11 novembre 2011; lo stesso giorno è uscita una versione di sette minuti che includeva in aggiunta delle scene del film My Week with Marilyn.
Il video ha ottenuto la certificazione Vevo.

### Sinossi
Il video inizia con una Katy Perry anziana in una casa moderna con quello che è presumibilmente il marito. Mentre si prepara un caffè inizia a ricordare il suo primo amore: attraverso un flashback, si vede una Perry più giovane con il suo fidanzato, un artista, mentre si fanno i ritratti l'uno dell'altra e, successivamente, mentre ballano a una festa. Seduti sul letto, lui le fa un tatuaggio. Queste immagini felici sono contrapposte a inquadrature della vecchia Perry col volto triste. Nel flashback si vedono poi la Perry più giovane e il suo ragazzo mentre hanno un acceso litigio che si conclude con la ragazza che spruzza della vernice rossa su uno dei dipinti del fidanzato. Questo, allora, lascia arrabbiato l'appartamento e parte con la sua macchina. La Perry più giovane appare davanti alla più anziana nella sua camera da letto. L'attenzione ritorna sul ragazzo che, mentre sta guidando, distraendosi nel guardare un velo della ragazza e non vedendo dei grandi massi caduti sulla strada, cerca invano di evitare l'impatto, e va fuori strada, cadendo in un dirupo all'interno della vettura. A questo punto si vede la vecchia Perry in piedi sul ciglio della strada presso il quale l'ex fidanzato morì con il sottofondo della canzone di Johnny Cash You Are My Sunshine. Il fantasma del fidanzato le appare e le tiene la mano, mostrando i tatuaggi alla corrispondenza delle loro mani. Tuttavia, pochi momenti dopo, il ragazzo svanisce e la musica si ferma, e la vecchia Perry si allontana lentamente dal dirupo.

### Critica
Jillian Mapes, critico per la rivista Billboard, ha commentato che il video è stato "filmato meravigliosamente" e ha elogiato l'interessante trama. Un critico di Rolling Stone ha scritto: "È un video carino per una canzone dolce, ma è difficile riprodurre il severo trucco da donna anziana." Erin Strecker di Entertainment Weekly ha paragonato il video al film Titanic (1997) e al video di Rihanna We Found Love. Strecker l'ha inoltre definito più "tragico" di quanto ci si potesse mai aspettare da Katy Perry. Jessica Misener dell'Huffington Post ha parlato positivamente del video nella sua critica, soprattutto per quanto riguarda l'abbigliamento dei personaggi. Jocelyn Vena di MTV News ha detto: "Il suggestivo e contemplativo video per la canzone di Katy Perry The One That Got Away cattura perfettamente sia la felicità dell'essere innamorati che lo sgomento del dover lasciar andare. Viaggia nel tempo e nello spazio e richiama una veritiera storia passata della Perry." Chris Coplan, un critico per Consequence, ha definito il video "un po' più cupo" dei video che la Perry ha fatto per E.T. e Last Friday Night (T.G.I.F.). Laura Schreffler di Daily Mail ha affermato che la Perry nel video "mostra un lato di sé che non aveva mai mostrato prima".

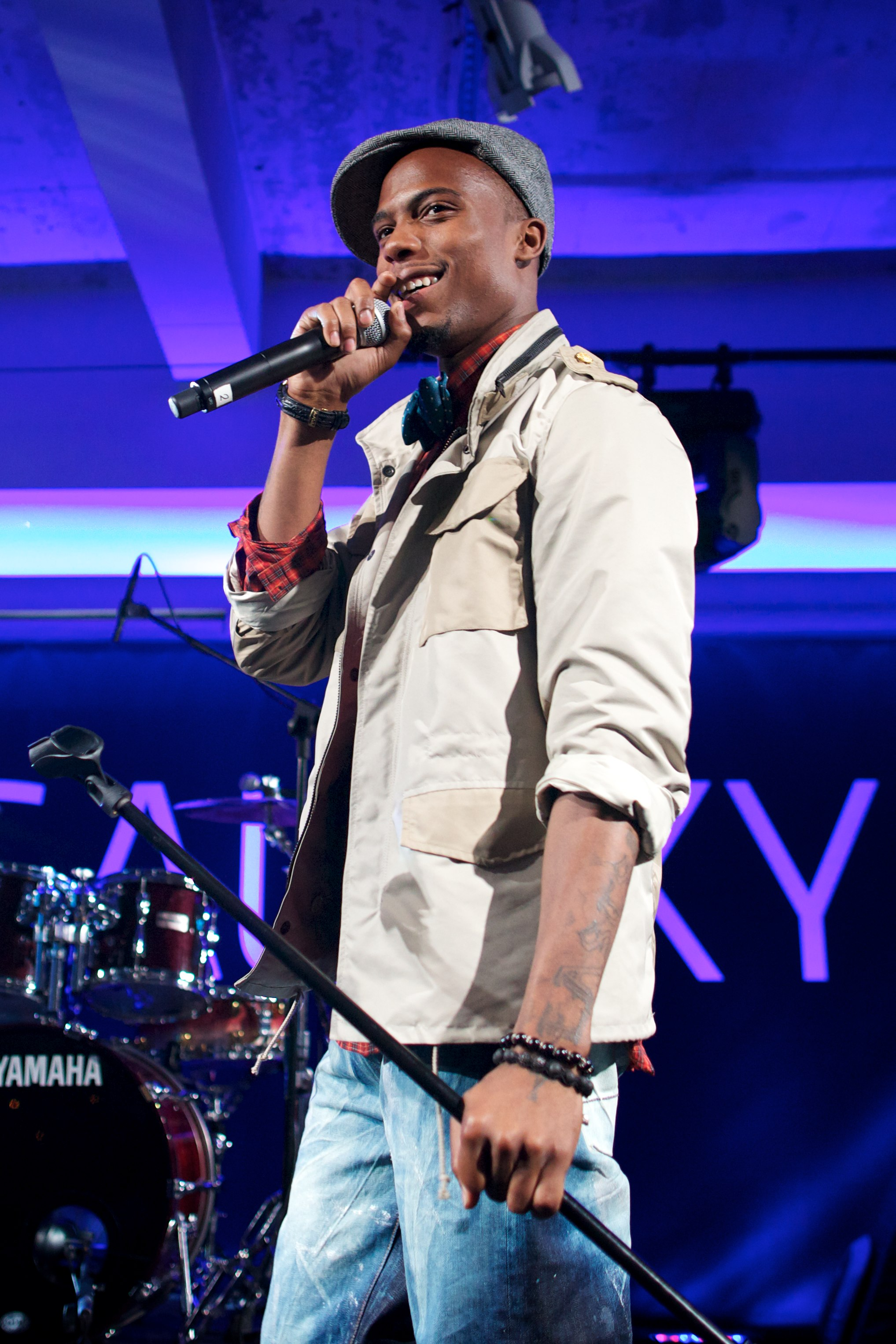
Il rapper statunitense B.o.B canta due strofe del remix di The One That Got Away.

## Altre versioni

### Remix
Il 15 dicembre 2011 un remix di The One That Got Away con la partecipazione del rapper statunitense B.o.B è stato inviato alle radio per la promozione del singolo. Questa nuova versione, uscita sulle piattaforme digitali il 20 dicembre, include due strofe, una all'inizio del brano e un'altra dopo il secondo ritornello, cantate dal rapper.
La decisione dei discografici della Perry di pubblicare un remix per fornire a Teenage Dream il sesto numero uno, superando così i cinque singoli alla vetta della Billboard Hot 100 collezionati da Michael Jackson con il suo album Bad, e di ridurre il prezzo della canzone a 69 centesimi è stato oggetto di critica, soprattutto per via del fatto che è la terza volta in un anno che la cantante fa uso di artisti ospiti nella sua canzone per aumentare le vendite dei propri singoli. Il suo singolo E.T., che ha passato cinque settimane non consecutive alla vetta della classifica statunitense a inizio anno, ha visto la partecipazione del rapper Kanye West, mentre Last Friday Night (T.G.I.F.), numero uno per due settimane nell'estate 2011, è stato aiutato dal remix con Missy Elliott.
Tuttavia, Gary Trust, un editore della rivista Billboard, la quale pubblica le classifiche statunitensi settimanalmente, ha scritto un articolo in difesa della Perry, affermando che le classifiche contano tutte le versioni, sia originali che remix, in cui vengono vendute le canzoni, e che nel 2011 già altri artisti, come Rihanna e Britney Spears, avevano già pubblicato remix per aumentare le proprie vendite.
Nella sua prima settimana di pubblicazione il remix vende 76.000 copie, circa un quarto delle vendite totali di The One That Got Away durante quei sette giorni (297.000 copie). La settimana successiva le sue vendite scendono del 18% a 57.000 e consistono solo nel 26% delle vendite totali del singolo, che ammontano a 308.000 copie. In due settimane il remix vende 133.000 copie.

### Versione acustica
Una versione acustica della canzone è stata pubblicata su iTunes il 10 gennaio 2012. Questa versione ha ricevuto critiche positive, che hanno sottolineato il fatto che The One That Got Away è una ballata dal suono molto naturale. Questa versione è stata prodotta da Jon Brion. In seguito alla pubblicazione della canzone, la Capitol Records, l'etichetta discografica della Perry, ha lanciato un concorso che consiste nel far pubblicare ai fan la loro versione acustica della canzone; il vincitore avrebbe visto il proprio video pubblicato sulla bacheca della pagina Facebook della cantante.

## Tracce
Download digitale
1. The One That Got Away – 3:47

CD singolo
1. The One That Got Away – 3:49

Download digitale (Remix)
1. The One That Got Away (feat. B.o.B) – 4:22

Download digitale (Versione acustica)
1. The One That Got Away (Acustica) – 4:18

Remix
1. The One That Got Away (7th Heaven Club Mix) – 8:03
2. The One That Got Away (7th Heaven Dub Mix) – 6:04
3. The One That Got Away (7th Heaven Mixshow Edit) – 5:51
4. The One That Got Away (7th Heaven Radio Mix) – 4:27
5. The One That Got Away (JRMX Club Mix) – 8:12
6. The One That Got Away (JRMX Mixshow Edit) – 6:31
7. The One That Got Away (JRMX Radio Edit) – 4:19
8. The One That Got Away (Mixin Marc & Tony Svejda Peak Hour Club Mix) – 5:44
9. The One That Got Away (Mixin Marc & Tony Svejda Mixshow Edit) – 4:43
10. The One That Got Away (Mixin Marc & Tony Svejda Radio Edit) – 3:53

## Crediti e formazione
I crediti di The One That Got Away sono stati presi dal booklet del CD Teenage Dream.
- Katy Perry – compositrice, voce
- Dr. Luke – compositore, produttore, batteria, tastiera, programmatore
- Max Martin – compositore, produttore, batteria, tastiera, programmatore
- Emily Wright – tecnico
- Sam Holland – tecnico
- Tatiana Gottwald – aiuto tecnico
- Șerban Ghenea – mixing
- Jon Hanes – tecnico mixing
- Tim Roberts – aiuto tecnico mixing
- Leon Pendarvis – arrangiamenti

## Classifiche

### Classifiche internazionali
| Classifica (2011) | Posizione massima |
| ----------------- | ----------------- |
| Australia         | 27                |
| Austria           | 19                |
| Belgio (Fiandre)  | 33                |
| Belgio (Vallonia) | 44                |
| Canada            | 2                 |
| Francia           | 30                |
| Germania          | 34                |
| Giappone          | 62                |
| Irlanda           | 13                |
| Libano            | 9                 |
| Nuova Zelanda     | 12                |
| Paesi Bassi       | 66                |
| Regno Unito       | 18                |
| Repubblica Ceca   | 47                |
| Slovacchia        | 7                 |
| Spagna            | 42                |
| Stati Uniti       | 3                 |
| Svezia            | 48                |
| Svizzera          | 33                |
| Ungheria          | 3                 |
| Venezuela         | 5                 |

### Classifiche di fine anno
| Classifica (2012) | Posizione |
| ----------------- | --------- |
| Canada            | 20        |
| Stati Uniti       | 41        |
| Ungheria          | 56        |